# Cincinnati Open 1988
Cincinnati Open 1988 (також відомий як Thriftway ATP Championships і Pringles Light Classic 1988 за назвою спонсора) — тенісний турнір, що проходив на відкритих кортах з твердим покриттям Lindner Family Tennis Center у Мейсоні (США), що проходив у рамках Nabisco Grand Prix 1988 і Туру WTA 1988. Жіночі змагання тривали з 1 по 7 серпня, чоловічі з 15 до 21 серпня 1988 року.

## Фінальна частина

### Одиночний розряд, чоловіки
Матс Віландер —  Стефан Едберг, 3–6, 7–6, 7–6 
- Для Віландера це був 4-й титул в одиночному розряді за сезон і 30-й за кар'єру.

### Парний розряд, чоловіки
Рік Ліч /  Джим П'ю —  Джим Грабб /  Патрік Макінрой, 6–2, 6–4 

### Одиночний розряд, жінки
Барбара Поттер —  Гелен Келесі, 6–2, 6–2 

### Парний розряд, жінки
Бет Герр /  Кенді Рейнолдс —  Ліндсі Бартлетт /  Гелен Келесі, 6–2, 6–4 